# Flugplatz Gävle-Sandviken

i7
i11
i13
Der  Flugplatz Gävle-Sandviken (schwedisch: Gävle Flygplats auch Rörberg; IATA-Code: GVX, ICAO-Code: ESSK) ist ein öffentlicher Flugplatz, 3 km südwestlich von Gävle und 2 km östlich von Sandviken in der schwedischen Provinz Gävleborgs län entfernt. Der Luftverkehr besteht derzeit aus Foto-, Taxi-, Geschäfts-, Transport- und Ambulanzflügen, Flugschulbetrieb und der Allgemeinen Luftfahrt.

## Flugplatzdaten
Der Flugplatz hat eine Asphaltpiste mit 2000 m Länge und 45 m Breite. Die Seehöhe beträgt 224 m.

## Geschichte
Der Flugplatz wurde 1971 eröffnet. In den 1970er Jahren wurde der Inlandsverkehr nach Bromma und Arlanda betrieben, es gab auch Charterverkehr. Im Zeitraum 1988 bis 1990 hatte der Flughafen höchstens über 26.000 Passagiere pro Jahr. Als 1997 der Zugverkehr nach Arlanda eröffnet wurde und gleichzeitig das Straßennetz nach Stockholm verbessert wurde, hatte der Inlandsverkehr zunehmend Schwierigkeiten, sich zu behaupten. Im Jahre 2000 wurde der kommerzielle Flugverkehr am Flughafen eingestellt.
Im Laufe der Jahre verfügte der Flughafen über Flugrouten unter anderem nach Stockholm/Arlanda, Stockholm/Bromma, Göteborg und Sundsvall. Mehrere Fluggesellschaften haben den Flughafen angeflogen, darunter: Linjeflyg, AMA-Flyg, Skyways of Scandinavia, Salair, Avia Express, Air Hudik, Holmstroem Air und Swedeways.
Linjeflyg flog zwischen 1971 und 1977 mit den Flugzeugtypen Convair CV-440 Metropolitan und Nord 262, ihre Tochtergesellschaft Crownair Aero Commander 500, Twin Otter, später als Swedair mit Twin Otter und Cessna 402/404. AMA-Flyg setzte auf der Strecke nach Stockholm/Arlanda Short Skyvan ein. Holmstroem Air nutzte Shorts 360.
Im Zusammenhang mit der Zuganbindung des Flughafens Arlanda im Jahr 1999 ging die Zahl der Flugreisenden stark zurück und im Jahr 2001 wurde der letzte Abflug nach Arlanda geflogen und der reguläre Passagierverkehr am Flughafen Gävle eingestellt, als die Fluggesellschaft Swedeways die Verbindung nach Stockholm/Arlanda einstellte.